# Аутор
Аутор, творац или стваралац (дела), у најширем смислу те речи, особа је која је било шта направила, изумела или осмислила, a чије ауторство тој особи даје одговорност и могућност одлуке у вези са насталим делом. Уже дефинисано, аутор је творац било ког писаног дела и у том случају великом већином представља синоним појма писац из теорије књижевности.

## Законски значај ауторства
Ауторско право се обично дефинише као „начин заштите оригиналних дела“. Звање „аутора писане, драмске, музичке, уметничке или неке друге интелектуалне својине“ даје права тој особи да неометано производи и дистрибуира свој рад. Свака особа или ентитет који своју интелектуалну својину жели да заштити, то мора урадити код лиценцираног предузећа за те послове, за одређену цену. Изузетак су слике и слични медији који по неким законима, као што су они у САД, бивају аутоматски заштићени. Након одређеног времена (обично 70 година, али може бити и до 100 у неким државама), ауторско право истиче, а интелектуална својина прелази у јавно власништво, где се може неограничено користити. Ауторско право се може у неким случајевима наследити, а, иако наследник права није аутор, ужива исте законске повластице у вези са делом.